# Shanice
Shanice Lorraine Wilson ( művésznevén Shanice) (Pittsburgh, Pennsylvania, 1973. május 14. –) amerikai énekes-dalszerző, színésznő és táncos. Shanice 1991-ben az I Love Your Smile című dallal lett népszerű, valamint több kislemeze is slágerlistás helyezést ért el, úgymint a Silent Prayer, majd 1993-ban a Saving Forever for You. 1999-ben a When I Close My Eyes című dal a Billboard 100-as listán a 12. helyig jutott.

## Családja és pályakezdése
Shanice Pennsylvaniában született. Gyermekkorában édesanyja és nagynénje nagy erőfeszítéseket tettek, hogy a kis Shanice sikeres legyen a zeneiparban, így létrehoztak számára egy Crystal Penni nevű alapot, melyben tehetségét támogatták. 9 éves korában Shanice a KFC gyorsétterem reklámjában szerepelt Ella Fitzgeralddal, a legendás jazz énekessel. 1984-ben pedig a Kids Incorporated nevű gyermekprogram epizódjaiban szerepelt. 11 éves korában a Star Search című televíziós show-műsorban szerepelt, mely egy tehetségkutató műsor volt. Röviddel ezután szerződést kötött az A&M Records kiadóval. Az énekesnő első albuma a Discovery 1987-ben jelent meg, azonban az átütő sikert számára az I Love Your Smile című dal hozta meg. A dal 2000-ben is benne volt a legjobb 1000 dalban.

## Zenei karrierje
Shanice első debütáló albuma 14 éves korában jelent meg 1987-ben az A&M Records kiadónál. A Discovery című albumról több kislemez is napvilágot látott, többek között a (Baby Tell Me) Can You Dance és a No 1/2 Steppin' című dalok. 1990-ben a Motown Records kiadóval kötött szerződést, és 1991-ben megjelent az Inner Child című albuma, melyről az I Love Your Smile című dala lett a legsikeresebb, és felkerült a Billboard listákra is, az előkelő 2. helyet sikerült megszereznie, és több országban bekerült a legjobb tíz helyezett közé. A Lovin' You című dala Minnie Riperton 1974-es dalának alapjait tartalmazza.
Az Inner Child című album után 1994-ben megjelent a 21... Ways to Grow című album, melynek Rhett Lawrence volt a producere, és az Earth Wind & Fire gitárosa és zenésze, Dick Smith is közreműködött az albumon. 1999-ben a LaFace Records kiadónál jelent meg a Shanice című album, mely nem hozott számára átütő sikereket,viszont számos filmzenében közreműködött. Többek között a Boomerang című 1992-es filmben, melyben a Don't Wanna Love You című dal hangzott el. A Meteor Man című filmben az It's For You című dal, a Beverly Hills 90210 című filmben pedig a Saving Forever For You című dallal szerepelt. A Disney 1995-ös Pocahontas című filmben Jon Secada közreműködésével az If I Never Knew You című dal hangzott el.
Shanice több énekes háttérénekeseként is közreműködött, úgy mint Toni Braxton Come On Over Here és az Un-Break My Heart című dalaiban, valamint Usher Bedtime című dalában is közreműködött. 2010-ben a Behind the Mask című Michael Jackson dalban is énekelt, mely az énekes halála utá megjelent Michael című albumon szerepel. 2012-ben a Midnight Rendezvous című dal a Kinect Rhythm Party című játékában szerepel. Shanice öt év után megjelentette Every Woman Dreams című albumát, melyet két gyermeke számára ajánlott fel, mely az R&B albumlistán a 30. helyen végzett.

## Egyéb művészi tevékenységek
Shanice először a Family Matters Rock Enroll epizód 5. évadjában szerepelt, majd 1997-ben a Broadway színpadán az első fekete előadóként az Eponine szerepében a Les Misérables musicalben kapott szerepet. 2001-ben az One Special Moment című Tv filmben szerepelt. 2011-ben Shanice a Divas Simply Singing nevű HIV / AIDS jótékonysági eseményhez csatlakozott. Shanice és férje 2014 november 10-én a Flex & Shanice nevű reality showban szerepelt az OWN televíziós csatornán.

## Magánélete
2000-ben, Valentin napon házasodott össze a színész Flex Alexanderrel, mely házasságból két gyermekük született. Lánya Imani Sheinah Know (2001 augusztus 23), és fia Elijah Alexander Know (2004. március 5).

## Diszkográfia

### Albumok
- 1987: Discovery
- 1991: Inner Child
- 1994: 21... Ways to Grow
- 1995: The Remix...
- 1999: Shanice
- 1999: Ultimate Collection
- 2006: Every Woman Dreams

## Díjai
- 1993: Arany Oroszlán díj a legjobb nemzetközi előadó kategóriában
- 1993: Grammy-díj a legjobb női R&B énekesnőnek az I Love Your Smile című dalért
- 1993: Soul Train Music díj a legjobb új R&B / Soul vagy Rap előadónak

## További információ
- Hivatalos oldal
- Shanice az Internet Movie Database-ben (angolul)
- Shanice a Rotten Tomatoeson (angolul)